# Helminthosporium macilentum
Helminthosporium macilentum är en svampart som beskrevs av Cooke 1877. Helminthosporium macilentum ingår i släktet Helminthosporium och familjen Massarinaceae.   Inga underarter finns listade i Catalogue of Life.